# Захаровка (Крупский район)
Захаровка — деревня в Крупском районе Минской области Республики Беларусь. Входит в Ухвальский сельсовет.

## История
Деревня возникла в конце XIX века. Освобождение крестьян дало стимул освоению новых земель. На участке земли между лесом и болотом началось поселение строительством домов семей Вусиков, Кухлевских, Юбко, Щамелей, Долгих, Дубинских и Дамаронков, мигрировавших из Денисовичей, Могилевской области и других районов Беларуси.
Коллективизация в Захаровке началась в 1933 году. Первым председателем колхоза «Красный Луч», к которому относилась Захаровка, был Александр Ефремович Воробей.
Перед Великой Отечественной войной в селе насчитывалось 78 домов. Это была самая большая деревня Ухвальского сельсовета. Расположение в тупике между лесом и болотом сделало её малодоступной для войск во время войны, появлявшихся только с антипартизанскими рейдами. Во время таких рейдов были убиты отец и сын Дамаронки, Никифор Щамель, Маркиян Вусик, Егор Долгий.
Венгры и французы, стоявшие в Ухвале и в Денисовичах, приходили забирать девушек (6 человек) на работы в Германию, забирали жителей (Герасим Долгий, Михаил Вусик, Владимир Дамаронок, Наталья Воробей, Тихон Долгий, Андрей Долгий) в концентрационные лагеря, в том числе в Освенцим, за связь с партизанами. Также немцами во власовскую армию принудительно были забраны молодые люди (12 человек), достигшие 18 лет.
После окончания войны деревня осталась практически без мужской части населения. Вернулись из советской армии только несколько человек, которые были призваны на срочную службу до начала войны. Из власовской армии вернулось семь человек, которые сразу же были отправлены в тюрьму на 10 лет.
После получения паспортов жителями деревень в 1956 году оставшаяся молодёжь стала активно уезжать из деревни.